# ان‌جی‌سی ۴۴۲۰
ان‌جی‌سی ۴۴۲۰ یک کهکشان است.